# Jiří Krhut
Jiří Krhut (* 12. ledna 1975 Ostrava) je český bavič, muzikant, skladatel a textař.
Jeho domovskou scénou se stal ostravský klub Heligonka, kde se v roce 2016 se svými písničkami a scénkami poprvé objevil v Kabaretu Bo po boku Jaromíra Nohavici. K roku 2020 měl v Heligonce vlastní pořad s názvem Varieté Krhut a od roku 2022 druhý díl Varieté Dvojka. Na svých představeních vtahuje diváka do svých skečů, scének, básniček, anekdot a scénických písniček. Jako skladatel se autorsky zapsal také do tvorby známých českých interpretů, jako jsou např. Ewa Farna, František Segrado, Vojtěch Dyk, Lenka Nová nebo také česká legenda Marie Rottrová. Na konci roku 2019 vydal Jiří Krhut svou sólovou desku s názvem Čapkárna, album vtipných a veselých písniček z jeho kabaretních i varietních představení. Na konci roku 2020 vydal spolu s hercem Štěpánem Kozubem album s názvem Prásknu bičem. V tomtéž roce se podílel jako textař písní na původním autorském muzikálu Národního divadla Moravskoslezského s názvem „Harpagon je lakomec?“. Na počátku roku 2022 spolupracoval s Divadlem na Vinohradech, pro které napsal písně s texty k divadelní hře „Provaz o jednom konci“. Je taktéž tvůrcem reklamních spotů, sloganů a znělek. Od roku 2009 je zastupován Ochranný svazem autorským / OSA, na kterém má zaregistrováno kolem 140 hudebních děl.

## Nástroje
- Piano
- Kytara
- Bicí

## Hudební skupiny a projekty
- The pych – hudební skupina (1996–1999)
- Kuličky štěstí – hudební skupina (1999–2008)
- L.A. Sunday – hudební skupina 2009–2017)
- Filip M – hudební skupina (2008–2014)
- Neřež a Marie Rottrová – hudební skupina (2012–2019)
- Nedivoč – hudební skupina (2016–současnost)
- Kabaret Bo – divadelní představení (2016–2018)
- Jiří Krhut „Jen tak“ – recitál (2018–2019)
- Bo Mozart – divadelní představení (2018–současnost)
- Varieté Krhut – sólové představení / show (2019–současnost)
- Krhutoviny – vlastní pořad na Českém rozhlase (2020–současnost)
- Čapkárna – divadelně-koncertní one man show (2019–současnost)
- Krhut&Kozub - (2020–současnost)
- Harpagon je lakomec? – 2020–2021 (Původní autorský muzikál) Texty písní: Jiří Krhut, Hudba: Boris Urbánek, Libreto a režie: Vojtěch Štěpánek
- Provaz o jenom konci – 2022 (autor písní i textů k divadelní frašce s písněmi) Divadlo na Vinohradech

## Diskografie
- Monty songs – dětské písně v anglickém jazyce (2008)
- Vale pletichám / Nedivoč (2018)
- Čapkárna (2019)
- Prásknu bičem (2020) Jiří Krhut & Štěpán Kozub
- Je tu (2021) Mirka Miškechová

## Písně a spolupráce s jinými interprety a autory
- Radio time / Vojtěch Dyk – text / Jiří Krhut, hudba / Boris Urbánek (2012)
- Suddenly / Vojtěch Dyk – text / Jiří Krhut, hudba / Boris Urbánek a Michal Žáček (2012)
- Víno je grunt / Ewa Farna – text / Zdeněk Vřešťál a Jiří Krhut, hudba Jiří Krhut – píseň k seriálu Vinaři II (2016)
- Poslední noc / Lenka Nová – text / Michal Horáček, hudba / Jiří Krhut, Album Čtyřicítka (2017)
- Tirácká / Ondřej Ruml – text a hudba / Jiří Krhut – píseň z alba Vale pletichám / Nedivoč (2018)
- Herečka z bijáku / František Segrado – text a hudba / Jiří Krhut – píseň z alba Vale pletichám / Nedivoč (2018)
- Ráda / Marie Rottrová – text a hudba / Jiří Krhut – píseň z alba Vale pletichám / Nedivoč, (2018)
- Ošuntělá / Ester Kočičková – text a hudba / Jiří Krhut – píseň z alba Vale pletichám / Nedivoč, (2018)
- Že si / Mirka Miškechová – text a hudba / Jiří Krhut a Adam Parma – píseň z alba Vale pletichám / Nedivoč, (2018)
- Para hokej song – text a hudba / Jiří Krhut / hymna české reprezentace ve světovém šampionátu v para hokeji (Ostrava 2019)
- Boží Vítkovice – text a hudba / Jiří Krhut / hymna HC Vítkovice Ridera
- Budu jejich ochráncem – Celé Česko čte dětem / David Stypka, Mirai Navrátil, Richard Krajčo, Štěpán Kozub, Petr Bende, Patricia Janečková, Eva Dřízgová, Kaczi, Hana Fialová, Milan Baroš, Rostislav Olesz, Dětský sbor Permoník - Karviná
- Poliši ze severu – píseň pro Policii České republiky
- Yesterday / Mirai – spoluautor textu